# Naphthalinvergiftung
| Qualitätssicherung | Dieser Artikel wurde aufgrund von formalen und/oder inhaltlichen Mängeln auf der Qualitätssicherungsseite der Redaktion Medizin eingetragen. Bitte hilf mit, die Mängel dieses Artikels zu beseitigen, und beteilige dich dort an der Diskussion. Die Mindestanforderungen für medizinische Artikel sollen dadurch erfüllt werden, wodurch eine eventuelle Löschung des Artikels oder von Artikelpassagen innerhalb von vier Wochen vermieden wird. | Redaktion Medizin |

Naphthalinvergiftung (oder Mottenkugelvergiftung) ist eine Art von Vergiftung, welche durch eine Einnahme von Naphthalin entsteht. Besonders schwere Vergiftungen können zu einer hämolytischen Anämie führen. Naphthalin wurde 1841 von Rossbach als Antiseptikum zur Bekämpfung von Typhus eingeführt. Obwohl Naphthalin in der Industrie weit verbreitet war, wurden von 1947 bis 1956 nur neun Vergiftungsfälle gemeldet, was darauf hindeutet, dass die Krankheit nicht ausreichend diagnostiziert wurde. Daher wird in medizinischen Fachzeitschriften nur wenig über diese Erkrankung berichtet.

## Belastungsquellen
Bis zu den späten 1950ern war Steinkohlenteer die Hauptquelle für Naphthalin. In den Jahren 1981 bis 1983 stellte das U.S. National Institute for Occupational Safety and Health fest, dass über 100.000 Arbeitnehmer potenziell toxischen Naphthalinwerten ausgesetzt waren, welche hauptsächlich in großen Industrie- und Landwirtschaftsbetrieben arbeiteten. Die Belastung kann häufig durch orale Aufnahme, Einatmen oder durch längeren Hautkontakt erfolgen.

### Industriechemie
Naphthalin ist ein Vorprodukt für die Herstellung von Phthalsäureanhydrid. Diese Anwendung ist durch alternative Technologien ersetzt worden.

### Mottenkugeln
Naphthalin war früher ein Hauptbestandteil von manchen Mottenkugeln. Inzwischen wird es aber wegen seinem unangenehmen Geruch durch andere Substanzen ersetzt. Zudem weiß man heute, dass Naphthalin kaum insektizid wirksam ist.
Weil naphthalinhaltige Mottenkugeln als gefährlich gelten, wurden sicherere Alternativen entwickelt, wie z. B. die Verwendung von 1,4-Dichlorbenzol, das jedoch als potenzielles Neurotoxin eingestuft wurde. 1,4-Dichlorbenzol wird mit der möglichen Verursachung von Depressionen als einer Form der Enzephalopathie in Verbindung gebracht. Diese Komplikation führte zu einer verstärkten Verwendung von Campher als Mottenschutzmittel, vor allem in Asien.

#### Regelung
Die Europäische Union hat 2008 ein Verbot des Vertriebs und der Herstellung von Mottenkugeln, die Naphthalin enthalten, im Rahmen der neuen Verordnung zur Registrierung, Bewertung und Zulassung chemischer Stoffe (REACH) erlassen, die die Verwendung von Chemikalien in ihren Vertretungsländern regelt.
Im Jahr 2014 wurde in Neuseeland die Verteilung von Mottenkugeln verboten. Mottenkugeln sind in Australien verboten und werden nur in Formen vertrieben, die eine Einnahme ausschließen.

### Tabak
Tabak ist ebenfalls eine Expositionsquelle, bei der man schätzungsweise zwischen 0,3 und 4 Mikrogramm Naphthalin pro konsumierter Zigarette inhaliert. Ein regelmäßiger Raucher, der täglich eine Schachtel raucht, wird im Durchschnitt 6–80 Mikrogramm Naphthalin pro Tag einatmen, was eine geringe und unbedeutende Menge Naphthalin ist und in der Größenordnung der normalen Exposition in der Nähe von Autobahnen und Gebieten liegt, in denen häufig Autoabgase eingeatmet werden. Das Naphthalin in Zigaretten unterscheidet sich von anderen Naphthalinquellen. Das im Zigarettenrauch enthaltene Naphthalin ist an andere Partikel gebunden und ist nicht freier Dampf, so dass die Belastung gering ist. Die Exposition gegenüber Naphthalin ist in der Regel unbedeutend, es sei denn, man ist bei der Herstellung oder in der Nähe eines naphthalinhaltigen Produkts großen Mengen Naphthalin ausgesetzt. Die Naphthalinwerte in einem Gebiet sind sehr instabil und ändern sich häufig über Zeit und Raum. Aufgrund dieser Schwankungen müssen Stichprobenprotokolle sorgfältig durchgeführt werden, welche in der Regel mit verschiedenen Analysemethoden analysiert werden.

### Natürliches Vorkommen
Es wurde auch festgestellt, dass Naphthalin von Termiten abgesondert wird, um ihre Nester zu schützen. Die Termiten verwenden Naphthalin, um Ameisen und alle Eindringlinge abzuwehren, die versuchen, in ihre Nester einzudringen. Dieses entstehende Naphthalin ist nicht nur giftig für die angreifenden Insekten, sondern kann in gleicher Weise auch den Menschen beeinträchtigen.
Eine Naphthalinvergiftung durch ein Termitennest wurde in der elften Folge der ersten Staffel des amerikanischen Fernseh-Medizindramas House, „Detox“, thematisiert, wo die endgültige Diagnose in einer akuten Naphthalinvergiftung endete, die darauf zurückzuführen war, dass ein Termitennest in den Wänden des Schlafzimmers des Patienten eingeschlossen war, was dazu führte, dass er im Schlaf Naphthalin einatmete und vergiftet wurde.

## Behandlung
Die Behandlung der Naphthalintoxizität erfolgt in der Regel nach den gleichen Behandlungen wie bei der hämolytischen Anämie, bei der eine Reihe von Bluttransfusionen erforderlich sind, um einen gesunden Hämoglobinspiegel wiederherzustellen. Dazu können intravenös verabreichtes Methylenblau und Ascorbinsäure gehören. Das Methylenblau ermöglicht die Umwandlung des Methämoglobins in Hämoglobin. Abhängig von der Schwere der Toxizität, die zur Anämie geführt hat, wird in der Regel auch eine unterstützende Behandlung bereitgestellt.
Ascorbinsäure wird zur Behandlung von Methämoglobinämie, einem Symptom einer Naphthalinvergiftung, eingesetzt, wenn Methylenblau nicht verfügbar ist, oder in Verbindung mit Methylenblau, um die Hämoglobinwerte wiederherzustellen.

## Mechanismen der Toxizität
Nach Angaben der Internationalen Agentur für Krebsforschung ist Naphthalin möglicherweise krebserregend für den Menschen (Gruppe 2B) da die Karzinogenität von Naphthalin beim Menschen nicht eindeutig belegt ist, jedoch bei Versuchstieren ausreichend nachgewiesen wurde. Die Karzinogenität wurde an Ratten und Mäusen durch intraperitoneale und subkutane Verabreichung an neugeborenen und erwachsene Ratten getestet, wobei Anzeichen von Tumoren festgestellt wurden. Die IARC (International Agency for Research on Cancer) entdeckte auch, dass die Toxizität von Naphthalin bei Menschen, Ratten, Kaninchen und Mäusen Katarakte verursachen kann. Die Tests wurden jedoch als unzureichend angesehen, um eine Diagnose zu stellen, so dass Naphthalin als potenziell krebserregend eingestuft wurde. Auch die Europäische Chemikalienagentur stufte Naphthalin als Gruppe C ein, ein mögliches Karzinogen für den Menschen. Diese Einstufung erfolgte aufgrund fehlender Beweise dafür, dass Naphthalin alleine bei Ratten krebserregend ist, sowie aufgrund des begrenzten Kontakts des Menschen mit Naphthalin im industriellen Umfeld.
Die Hämolyse entsteht entweder durch Hämoglobin-Defekte, wie z. B. die Bildung von Heinz-Körpern, oder durch Zellmembran-Defekte, insbesondere bei Glucose-6-Phosphat-Dehydrogenase-Mangel und einer geringen Toleranz gegenüber oxidativem Stress. Diese Hämolyse wird in der Regel von neurologischen Erscheinungen wie Schwindel, Lethargie und Krämpfen begleitet, die in der Regel durch ein Hirnödem verursacht werden. Auch gastrointestinale Blutungen können als Symptom nach der Einnahme von Mottenkugeln auftreten, insbesondere bei jüngeren Personen.
Bei akuter Aussetzung gegenüber Naphthalin ist es unwahrscheinlich, dass es toxisch wirkt, denn es muss geschluckt werden, es sei denn, es besteht ein längerer Kontakt mit der Haut oder den Augen. Nach dem Schlucken von naphthalinhaltigen Mottenkugeln treten Symptome einer hämolytischen Anämie auf, die in der Regel mit Methylenblau und regelmäßigen Bluttransfusionen behandelt werden. Die Patienten werden je nach Hämoglobinspiegel in der Regel nach 6–10 Tagen entlassen.
Es wurde auch festgestellt, dass wiederholte Naphthalin-Aussetzung potenziell Epithelschäden in den Atemwegen, aberrante Reparaturvorgänge und Entzündungen verursachen kann. Eine größere Anzahl peribronchialer Mac-3-positiver Makrophagen und CD3-positiver T-Zellen wurde in den gesamten Atemwegen beobachtet, was auf eine akute Entzündung in den Atemwegen hindeutet.
Naphthalin-Metaboliten von 1,2-Hydroxynaphthalin haben sich ebenfalls als Mechanismus für oxidative DNA-Schäden beim Menschen erwiesen. In Gegenwart der reduzierten Form von Nicotinamid-Adenin-Dinukleotid (NAD). Die DNA-schädigende Wirkung der Aktivität von 1,2-Hydroxynaphthalin wurde in viel größerem Ausmaß beobachtet. 1,2-Hydroxynaphthalin wird durch NADH reduziert, das als Teil des Redoxcycling gebildet wird, was zu einer Beschleunigung der DNA-Schädigung führt. Dies ist jedoch nur bei längerer Aussetzung gegenüber Naphthalin der Fall, wobei diese Werte für Personen, die nicht in der Nähe einer Naphthalinproduktion arbeiten, unrealistisch sind.

### Biomarker für übermäßige Aussetzung
1,2-Dihydroxynaphthalin wurde als potenzieller Biomarker für eine übermäßige Naphthalinbelastung verwendet und an Rauchern und Naphthalin-exponierten Arbeitnehmern getestet. Nach der Entnahme von Urinproben mehrerer Arbeitnehmer lagen die Medianwerte für 1,2-Dihydroxynaphthalin bei 1012 Mikrogramm pro Liter für die Naphthalin-Ausgesetzten und bei 8 Mikrogramm pro Liter für die Kontrollgruppe, was darauf hindeutet, dass es sich als Biomarker für die Exposition beim Menschen eignet. Die mittleren Ergebnisse für die Konzentrationen von 1,2-Dihydroxynaphthalin waren etwa zehnmal so hoch wie die der Standardmarker 1-Naphthol und 2-Naphthol im menschlichen Urin.